# Biatora alborufidula
Biatora alborufidula är en lavart som först beskrevs av Hedl., och fick sitt nu gällande namn av S. Ekman & Printzen. Biatora alborufidula ingår i släktet Biatora och familjen Ramalinaceae.  Arten är reproducerande i Sverige. Inga underarter finns listade i Catalogue of Life.